# Golindoush
Golindoush (Golindouch, Golindukht, Golindokht ou Dolindokht ; date de naissance inconnue – morte en 591) était une femme noble de l'Empire sassanide, originaire de Babylone. Convertie au christianisme, emprisonnée dans la forteresse de l'Oubli pour ce fait, elle fut martyre et devint sainte. 
Elle se convertit au christianisme sous le règne de Chosroès Ier ou d'Hormizd IV, et fut torturée et exécutée en public, en 591, à Mabbog, après une détention de durée inconnue. 

## Sources
La source hagiographique principale à son sujet est une Passion écrite en grec par Eustrate de Constantinople, se fondant probablement sur une version antérieure de Stéphane de Hiérapolis écrite en syriaque peu après sa mort. Ce document semble avoir été écrit à partir de témoignages oraux provenant de personnes ayant fréquenté Golindoush de son vivant, en particulier Saint Domitien de Mélitène, évêque de l'Église de Mélitène. Son nom en grec la désigne comme « Sainte Golindouch la Perse, qui fut renommée Marie ». Sa fête est le 13 juillet. 
Une autre Passion, en géorgien, existe aussi à son sujet, de même qu'Évagre le Scholastique la mentionne brièvement dans son histoire, se référant d'ailleurs directement à Stéphane de Hiérapolis. La source historique la plus fiable demeure Théophylacte Simocatta qui décrit par le menu son histoire, y compris sa détention dans la Forteresse de l'Oubli et son châtiment final.